# Pseudogyroneuron javanum
Pseudogyroneuron javanum är en stekelart som först beskrevs av David Timmins Fullaway 1919. 
Pseudogyroneuron javanum ingår i släktet Pseudogyroneuron och familjen bracksteklar. Inga underarter finns listade i Catalogue of Life.